# Комишеве
Комише́ве —  село в Україні, у Новоархангельській селищній громаді Голованівського району Кіровоградської області. Населення становить 41 осіб. 

## Населення
Згідно з переписом УРСР 1989 року чисельність наявного населення села становила 53 особи, з яких 21 чоловік та 32 жінки.
За переписом населення України 2001 року в селі мешкала 41 особа. 100 % населення вказало своєю рідною мовою українську мову.